# 反越情绪
反越情緒指对越南及越南人的厌恶或仇视。

## 历史
多个遭受越南军事侵略的国家都出现了反越情绪。柬埔寨衰落期间，经常与越南定居者爆发冲突和斗争。他们指责越南在柬埔寨和现今越南南部部分的湄公河三角洲进行大规模驱逐、驱逐和种族清洗，因此柬埔寨人不信任越南人。另外，由于跟東南亚的其他国家不同，属于汉字文化圈国家，政治方针上也与大多数亚洲不同，越南被中国人、泰国、马来亚人、法国人、荷兰人和葡萄牙人视为恐惧和敌视的对象。中国历朝历代都有迫害越南人的行为，以及据称大日本帝国企图残酷消灭抵抗统治越南人的1945年越南饑荒。而柬埔寨红色高棉统治时期也对越南人有过屠杀
继15世纪越南扩张和占领之后 ，暹罗人（即后来的泰国人）非常害怕和敌视越南。自18世纪以来，暹罗人多次向越南动武，不过自从1712年赢得第一场洗劫以来，他们从未赢得其他战争。这造成暹罗人对越产生了恐惧心理。和柬埔寨人一样，泰国人给越南人取了蔑称“Youn”，指他们大多皮肤黑。
后来阮福暎治下的阮朝迫害天主教传教士后，法国军事占领越南，法国殖民统治者将越南普通人乃至社会精英视为次等种族，叫他们“Annamites”。该词最初指越南北部，之后变成广泛的歧视和反越南主义的象征。后来反抗法国殖民霸主的大规模起义，使得法国加紧控制越南人，犯下种种的暴行，包括新喀里多尼亞的驱逐。法国殖民统治在第二次世界大战期间被日本人中断，然而日本人的态度也一样，直到奠邊府戰役。

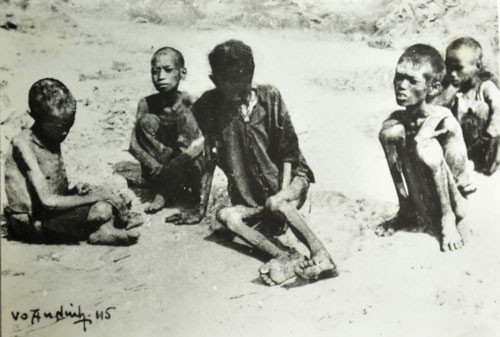
1945年8月，越南南定省海后县村庄的一些严重营养不良的儿童。贫穷的村民是受饥荒侵袭最严重的一群人，多个来源估计被饿死的人数约为100到200万。

1940年，日军入侵法属印度支那，反越情绪日益高涨，越南处在两大帝国的束缚下。尽管日本试图发起泛亚联盟，但日本殖民者仍然不信任越南，因为它无限地反对日本帝国主义，即使日本也有越南盟国。日本殖民者发起大东亚共荣圈，却把无限反对其帝国主义侵略的越南人排除在外，即便他们也有越南盟友。因此，日本殖民者发起了残酷的强迫劳动和大规模耕作的运动，引发1945年越南饥荒，而死一到两百万越南人，此举加剧了日本政府对越南的不信任。
第一次印度支那战争之后的是越南战争和美国的行动。尽管美国以南越盟友身份发起的干预行动引来了褒贬不一的评价，但美国军队展开了大量反对歧视越南人的行动，其中最臭名昭著的是美莱村屠杀、橙剂和处决大量被认为是共产党特务的越南平民。然而，与中国、法国、日本、泰国、老挝或柬埔寨不同，美国和美军的反越情绪很少，仅限于军事和政府的某些派别。一些美国组织甚至同情越南人的遭遇。与此同时，尽管北越和苏联结盟，苏联的官员据称一直在中伤越南人，认为他们不值得拥有俄罗斯的技术，经常拒绝或延迟向北越提供反击南越的援助。
随着越南战争以意外结果结束，亚洲的共产主义和非共产主义政权，例如中国、泰国、新加坡、朝鲜、马来西亚和柬埔寨对越南的恐惧迅速飙升，他们越来越担心波兰人约瑟夫·毕苏斯基的想法会导致越南版海間聯邦，把东南亚变成共产主义和反华基地。此前的朗诺乃至红色高棉政权都谴责越南尝试殖民柬埔寨，多次鼓励屠杀越南人，其中一次是巴祝大屠杀。在泰国，越南入侵的可能性促使当地人对越南和越南人心怀恨意，从而广泛支持了红色高棉。中国则邻近的越南發動入侵。新加坡和马来西亚呼吁制裁越南，他们同样指责越南对柬埔寨实行帝国主义式侵略。与此同时，朝鲜同样指责越南，支持反越南运动。他们为诺罗敦·西哈努克提供庇护，不断进行反越广播。反越情绪的大规模泛滥，使得越南船民称为地方海盗的普遍目标。
越南推行革新开放，实施经济自由化和改革并向世界开放，从而获得与日俱增的政治和经济成绩，与美国和中国的关系步入正常化，反越情绪开始消减。然而由于历史创伤，基于过去的历史，大量国家对越南和越南人仍保持怀疑态度，特别是柬埔寨、老挝和中国。

## 各地情形

### 泰国
泰国的反越情绪是越南扩张主义的直接结果，表明人们对越南征服历史感到担忧。自18世纪双方爆发战争以来，暹罗只赢过一场直接冲突，其他则是不分上下或是暹罗击败越南，体现了越南对泰国人实行侵略和帝国主义行为的理论。泰国后来也参与了越南战争，并以此为傲。柬埔寨推翻红色高棉时，泰国是几个藏匿高棉领导人的国家之一。出于长期对越南侵略的恐惧，他们向流亡的高棉分子提供子弹，同时越南计划入侵的泰国的指控也点燃了国内的反越情绪。

### 朝鲜
朝鲜的反越情绪是此前越南人在越南战争中行为的直接结果。最初，朝鲜支持北越对抗南越，但北越于1968年与美国人和谈，不久后柬越戰爭爆发，波尔布特展开他唯一一次外访的朝鲜立即宣布支持红色高棉，并在1980年代到1990年代进行反越的政治宣传。

### 柬埔寨
柬埔寨的反越情绪可追溯到高棉帝国时期，当时的柬埔寨经常被越南的廣南國侵略。在湄公河三角洲栖息的高棉人面对着不断涌入的越南人，心生报复的念头。之后越南成功吞并占婆，并把目光转向征服高棉和湄公河三角洲。之后欧洲军队和传教士到来，法属交趾支那成立，柬埔寨人告诉欧洲天主教使团，越南政府迫害天主教徒，所以在国内发起报复越南殖民主义的袭击是合理的。民主柬埔寨时期，特别是柬埔寨的社会主义者在东部群起起义的1978年，波尔布特命令他的军队消灭他眼中“具有越南人思想”的150万东部柬埔寨，以及当地的5000万越南人。越南人对于种族大灭绝非常不满，遂挑起了战争，最终推翻了红色高棉政权。当时的柬埔寨国王诺罗敦·西哈努克让美国总统林登·约翰逊向柬埔寨出兵，从越南南方民族解放陣線的手中解放国家，但他的要求无济于事。到了21世纪，柬埔寨人始终担心越南有一天会占领自己的土地，时不时会抬高反越南情绪。反对派政客也继续利用这一问题，来证明对越南人的仇恨是正当的。该国多起针对越南人的强奸和谋杀案也证明了这一点。

### 中国大陆
在古代中国曾统治越南長達一千年，使越南人长期对中国人心存顾虑，因此越南的反华情绪高于中国的反越情绪。越南獨立後的中越矛盾可追溯至更久远的历史，特别是宋越熙宁战争后。。安南屬明時期也發生過对越南人的屠戮。到了越南独立后又與中國發生中越战争，越南指责中国突然入侵，但中方一直表示战争是“自卫反击”。進入21世紀，许多生活在越南北部的年轻女性被贩卖到中国，与中国男性结婚，引發了中國人和越南人之間的敵意，南中国海的局势也加剧了這種仇视。

### 台湾
由於在台湾生活的越南人數众多，尤其是越南男性被定型为移住勞工、越南女性被定型為邮购新娘。尽管人数多达22万左右，在台越南人還是会面临任何其他形式更严重的歧视。

### 俄罗斯
俄罗斯人对外国人，特别是白人的仇恨日益高涨，他们指责政府10年改革失败，导致生活水平暴跌。車臣－俄羅斯衝突，尤其是俄罗斯当局指责车臣的穆斯林圣战份子策划莫斯科公寓楼爆炸案前，俄罗斯非常仇视该国的移民。在此之前，俄罗斯光头党开始形成。组织的部分成员开始联合起来，给在爆炸案中丧生的家人复仇，但其他加入组织的俄罗斯纯粹是觉得“无聊”，想要欺负人们。俄罗斯光头党将越南移民列入目标，发动袭击后，越南社群在2004年10月13日20岁越南学生Vu Anh Tuan遇害后举行抗议。抗议者表示：
我们来到这个被我们认为是越南朋友的国家学习。我们没有醉酒打架，我们没有偷东西，我们不卖毒品，我们有免受强盗袭击的权利。
尽管通过抗议活动要求俄罗斯当局的保护，越南民众于2004年12月25日仍受到攻击，莫斯科能源研究所的两名越南学生Nguyen Tuan Anh和Nguyen Hoang Anh在回宿舍的路上被一群持刀和棍棒的不明人士打伤，他们身负重伤，随后被送往医院。2005年3月13日，三名俄罗斯人刺死了45岁越南男子Quan，案发现场位于男子家门前。2008年3月22日，一名在莫斯科一市场上班的35岁越南女子被捅死，动机明显为种族仇恨。2009年1月9日，一群不明人士在莫斯科捅死了21岁越南学生Tang Quoc Binh，致使他翌日不治身亡。在越南学生和员工接连受到攻击期间，大约600名越南人于2013年8月在莫斯科被捕。他们被带到条件简陋的帐篷中，等待着被驱逐出俄罗斯。

### 老挝
老挝也有反越情绪，虽然不如邻国高涨。这部分是因为越南人的剥夺和经济投资，在他们眼中是对自己国家自然资源的掠夺。越南还被指控支持老挝的共产党政权，使得政权成为越南的傀儡。

### 美国
不像跟越南长期关系紧张的国家，美国的反越情绪并不突出，并且在美国人群体之间分化甚或被边缘化。但是，在某些情况下，该国境内还是出现了反越南情绪。1981年，加尔维斯顿湾的越南移民和白人渔民关系紧张。当地渔民找来三K党，要他威胁和驱逐越南人，致使越南的船只遇袭，激发了双方的矛盾。越裔美國人在1992年洛杉磯暴動成了袭击目标。